# Stadtentwicklung
Als Stadtentwicklung bezeichnet man die räumliche und strukturelle Gesamtentwicklung einer Stadt im Laufe der Zeit. Der Begriff Stadtentwicklung kann einerseits als passiv verlaufender, selbststeuernder Prozess, andererseits als aktiver Planungs- und Veränderungsprozess (siehe auch Stadtplanung) entweder der gesamten Stadt oder einzelner Stadtquartiere bzw. Stadtentwicklungsgebiete verstanden werden.

## Geschichte
Eine zielgerichtete Stadtentwicklung gab es bereits im Altertum. So zeigen die Städte der Indus-Kultur wie Harappa bereits im 3. Jahrtausend v. Chr. eine geordnete Struktur mit schachbrettartig angeordneten Straßen. Auch die Städte des alten Ägypten wiesen eine geplante Struktur auf. Sie kann ungeordnet verlaufen, meistens wird sie durch Stadtentwicklung, Stadtplanung und Bauleitplanung in eine bestimmte Richtung gelenkt.
Mit dem Machtzuwachs des Römischen Reichs nach der Zeitenwende kam es in Europa vermehrt zur Stadtbildung. Überwiegend an Heerstraßen und Verkehrswegen anliegend, war ihre primäre Aufgabe die Sicherung von Handelsknoten. Nach dem Einfall der Hunnen 375 n. Chr. zerfiel das weströmische Reich durch die von Etzels Truppen ausgelösten Völkerwanderungen. Erst mit der Christianisierung Europas erlebte die Stadtbildung eine Wiedergeburt. Geistliche und weltliche Herrscher verliehen ihrer Macht mit Bischofs- und Gauburgen Ausdruck.
Durch die Entwicklung in der Landwirtschaft (Dreifelderwirtschaft), dem Ausbau des Fernhandels und der Entstehung handwerklicher Gewerbe entstanden frühmittelalterliche Markt- und Kaufmannssiedlungen nahe den Machtzentren. Im Laufe des Mittelalters entstand ein regelrechter Städteboom (siehe auch Stadt im Mittelalter), der den jeweiligen einflussreichen Kräften zur territorialen Sicherung diente.
In der Regel waren diese Städte von ihrem agrarischen Umfeld abgegrenzt, etwa durch Stadtmauern, die der Verteidigung dienten, aber auch zur Einnahme von Zöllen.
Im Zeitraum der Frühen Neuzeit stagnierte die Zahl der Neugründungen von Städten. Gründe dafür waren u. a. Kriege, zum Beispiel der Dreißigjährige Krieg, Seuchen und der Zerfall der Hanse, die am Aufbau vieler nordeuropäischer Städte beteiligt war.

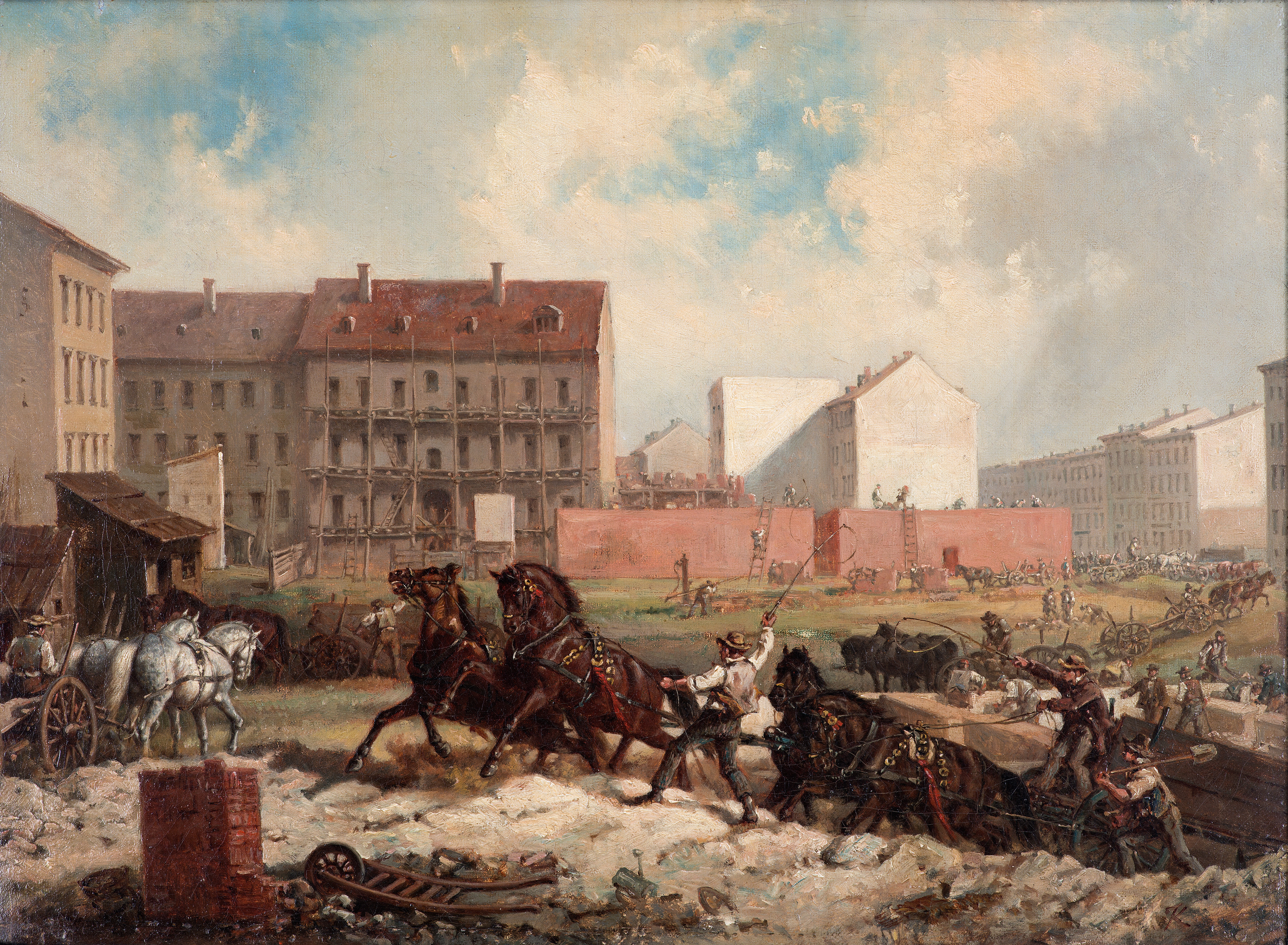
Tempo der Gründerjahre, Bauarbeiten um 1875 in der Grenadierstraße (heute: Almstadtstraße) in Berlin

In der Hochindustrialisierung der Gründerzeit kam es zu einem nie dagewesenen Wachstum vieler Städte, die Einwohnerzahlen erhöhten sich bis auf das Zehnfache. In einem beispiellosen Bauboom entstanden die Gründerzeitviertel. Viele Städte, wie Berlin oder Budapest, entwickelten sich erst jetzt zu Metropolen. Die Stadtentwicklung wurde in großen Städten durch Generalbebauungspläne geleitet.

## Stadtentwicklung als Gesamtentwicklung
Der Begriff Stadtentwicklung wird hier – im Gegensatz zu einer zufällig verlaufenden Entwicklung – als aktiver Planungs- und Veränderungsprozess verstanden. Im Unterschied zum Städtebau, der sich stärker auf die baulich-räumliche Entwicklung von Teilbereichen bezieht, geht es bei der Stadtentwicklung im Sinne einer Stadtentwicklungsplanung um die Steuerung der Gesamtentwicklung der Stadt, die auch die gesellschaftliche, wirtschaftliche, kulturelle und ökologische Entwicklung beinhaltet. Stadtentwicklung verlangt somit eine interdisziplinäre, integrierte und zukunftsgerichtete Herangehensweise. Die Stadtentwicklung steht durch gesellschaftliche Tendenzen wie z. B. dem demografischen Wandel, die Globalisierung, der Verankerung der Nachhaltigkeit auf der lokalen Ebene (Lokale Agenda/Lokale Nachhaltigkeitsstrategie) sowie durch neue Beteiligungskultur (Bürgerbeteiligung) vor neuen Herausforderungen. Aktuelle Themen der Stadtentwicklung sind z. B. die Integration bestimmter Bevölkerungsgruppen, Stadtumbau Ost und West, Quartiersmanagement oder die Gestaltung menschengerechter Städte.

## Phasen der Stadtentwicklung
In den Raumwissenschaften hat sich als ein Weg zur Charakterisierung der modernen Stadtentwicklung die Differenzierung des Wachstumsprozesses und ihrer Dynamik in folgende Phasen etabliert:
- Urbanisierung
- Suburbanisierung
- Desurbanisierung
- Reurbanisierung

## Stadtentwicklung in der Bundesrepublik Deutschland nach 1945

### 1945 bis etwa 1960
Da im Nachkriegsdeutschland in den Städten wegen des Wirtschaftswunders bessere Lebensqualität (Versorgung, Arbeitsplätze, Infrastruktur usw.) zu erwarten war, setzte eine Urbanisierung ein.

### Von 1960 an bis etwa 1970
Die Abwanderung (Suburbanisierung) ins Umland beginnt. Ermöglicht durch die höhere Mobilität (mehr Autos, Krafträder) und eine bessere Infrastruktur entstanden langsam die sogenannten „Speckgürtel“. Die durchschnittliche Wohnfläche pro Person stieg; im Zuge eines Baby-Booms („Geburtenstarke Jahrgänge“) brauchten Familien Platz. Kennzeichnend für die Stadtentwicklungspolitik der 1960er und 1970er Jahre war ebenfalls die Sanierung von Stadtteilen in vielen größeren Städten; teils wurden ganze Straßenzüge abgerissen.  Außerdem begann in den 1960er Jahren eine neue Phase des Funktionalismus, der an den Sozialen Wohnungsbau der 1920er Jahre anknüpfte. Wohnen in Hochhäusern galt vielen als schick und praktisch (siehe z. B. Neue Heimat).

### Von 1970 an bis heute
Verdichtungsräume (Speckgürtel) mit engen Verflechtungen und aufwendig erschlossenen Peripherien sind entstanden, die mit der Kernstadt durch hohe infrastrukturelle Investitionen verbunden wurden. Die nun gewachsenen Umlandgemeinden halten einen hohen Anteil an Pendlern sowie Belastungen an Verkehr. Mit dem peripheren Wachstum sind außerdem die Probleme der Kernstädte in Bezug auf  Steuereinnahmeverluste entstanden, der sich in den Folgejahrzehnten durch die weitere Suburbanisierung auch auf der gewerbesteuerrechtlichen Ebene fortsetzt. Die Umlandgemeinden hingegen profitieren von der hohen Wohnbevölkerung, die ihr Einkommen dort versteuert. Lösungen sind hierfür ein Finanzausgleich sowie die Eingemeindung (Angliederung) der Umlandgemeinden an die Kernstadt. Ursachen sind die durch staatliche Zulagen begünstigte Eigenheimbildung und Privatisierung. Diese als „Entwicklung“ ausformulierte Problematik versteht sich aber vor der Bezeichnung politischer Entscheidungen als eine deutlich begünstigend erwirkte Verursachung, die sich nach der Wiedervereinigung beschleunigt und bis heute ungehindert fortgesetzt hat.
Ein übergreifendes Thema der heutigen Stadtentwicklung ist der Neue Urbanismus. Nach dem Erkennen der strukturellen Fehler der vor allem seit der Moderne und der Charta von Athen (CIAM) entstandenen aufgelockerten Siedlungen (bzw. Trabantenstädte), kommt es seit den 1980er Jahren mit dieser Urbanismusbewegung (die u. a. mit Team 10 ihren Anfang nahm) zur Wiederentdeckung der Blockrandbebauung und Mischnutzung von Quartieren und damit städtischer Dichte. Demnach unterstütze diese früher durch die Siedlungsplaner beklagte urbane Bebauungsart die Vorzüge städtischen Lebens, in Verbindung mit gesunder sozialer und wirtschaftlicher Durchmischung und einer erheblichen Einsparung von Ressourcen (Anfahrtswege, Heizkosten, Infrastrukturkosten usw.) gegenüber den verschwenderischen Siedlungen.

## Stadtentwicklung in der DDR
Stadtentwicklung in der DDR war weniger als im Westen Reaktion auf Trends in Gesellschaft und Wirtschaft. Sie folgte aber auch nicht einfach nur staatlichen Standort- und Strukturvorgaben. Die universal wirkenden Leitbilder des Städtebaus waren auch in der DDR nicht ohne Wirkung und viele Städte gingen eigene Wege der Entwicklung.
Ein weiteres Merkmal war wie im Westen die Konzentration der Bevölkerung auf Groß- und Mittelstädte, aber bei gleichzeitiger Bevölkerungsabnahme in der DDR, sowie eine insgesamt dynamischere Entwicklung der südlichen Städte, sofern in ihnen wichtige Industrien entwickelt wurden und sie nach dem Zweiten Weltkrieg zu Aufbaustädten erklärt wurden. Aber auch einzelne Städte im Norden entwickelten sich aus diesen Gründen teils rasant wie z. B. Rostock und Neubrandenburg. Weitere Charakteristika sind die großen Plätze im Stadtkern sowie die überdurchschnittlich vielen und auch großen Großwohnsiedlungen (Plattenbausiedlungen) am Stadtrand sowie die Plattenbauensembles in zahlreichen Innenstädten. Das wichtigste überregionale Wanderungsziel war Ost-Berlin.

## Nachhaltige Stadtentwicklung
Derzeit orientiert sich die Stadtentwicklung vor allem am Leitbild der „Nachhaltigen Stadtentwicklung“, das u. a. in der Charta von Aalborg (Dänemark, Juni 1994) festgeschrieben ist:

„Wir haben die Vision integrativer, prosperierender, kreativer und zukunftsfähiger Städte und Gemeinden, die allen Einwohnerinnen und Einwohnern hohe Lebensqualität bieten und ihnen die Möglichkeit verschaffen, aktiv an allen Aspekten urbanen Lebens mitzuwirken“

Ein wichtiges Leitdokument auf Ebene der EU ist die Leipzig Charta zur nachhaltigen europäischen Stadt.
Im Vordergrund steht dabei eine Orientierung der Stadtentwicklung auf die Quartiersebene, die in Deutschland seit 1999 vor allem durch das Förderprogramm Soziale Stadt vorangetrieben wird.

### Beispiele nachhaltiger Stadtentwicklung
Beispiele einer nachhaltigen Stadtentwicklung wurden in Deutschland durch die Städte Ingolstadt (Modellprojekt: „Visionen für Ingolstadt“), Münster („integriertes Stadtentwicklungs- und Stadtmarketingkonzept“), Heidelberg (nachhaltiger Stadtentwicklungsplan mit Lokaler Agenda 21) oder in Berlin mit den 12 Grundsätzen der Stadterneuerung realisiert. In Ingolstadt wurde durch die Verzahnung von Stadtentwicklungsplanung, aller Fachplanungen, der Stadtentwicklungsprojekte und Lokaler Agenda 21 ein Prototyp für das neue integrative Instrument der Lokale Nachhaltigkeitsstrategie entwickelt.
Die Stadt Neumarkt in der Oberpfalz hat als erste Stadt Deutschlands im Rahmen des vom Freistaat Bayern geförderten Modellprojekts „Lokale Nachhaltigkeitsstrategie Stadt Neumarkt“ eine Lokale Nachhaltigkeitsstrategie mit dem „Ingolstädter Verfahren“ entwickelt. Diese wurde am 20. Juli 2004 vom Stadtrat beschlossen. Im Zentrum stehen sechs Leitbilder, 24 Leitsätze für die Zukunftsfähigkeit bis 2025, 17 Leitprojekte und 164 Maßnahmen und Einzelprojekte für eine nachhaltige Stadtentwicklung (vgl. Literatur). Die erste umfassende wissenschaftliche Betrachtung aus ganzheitlicher Sicht wurde 2014 in Deutschland für die Stadt Delitzsch erarbeitet. Die klimapolitische Ausrichtung wird darin im Kontext mit dem zukunftssichernden kommunalen Ressourcenmanagement und einer nachhaltigen sozialen Stadtentwicklung zur Darstellung gebracht.

### Konzepte
Trotz des allgemein wachsenden Konsenses hinsichtlich der Notwendigkeit einer nachhaltigen Stadtentwicklung zirkulieren derzeit vielfältige Leitbilder, die weiter oder enger gefasst sind wie „Autofreie Stadt“, „EcoCity“, „Smart City“, „Resilient City“, „Emissionsfreie Stadt“ usw. Ihr ökologischer und sozialer Nutzen, ihre Realisierbarkeit und Kompatibilität sind jedoch noch kaum abgeklärt. Diese pauschalen Leitbilder ignorieren außerdem weitgehend lokale und kulturelle Besonderheiten, die für einen gelingenden Wandel beachtet werden müssen.

### Probleme nachhaltiger Stadtentwicklung
In Europa stellt sich die nachhaltige Stadtentwicklung vor allem als Problem des Umbaus existierender Städte dar. Jedoch wird dieser Umbau in Deutschland dadurch erschwert, dass jährlich weniger als ein Prozent des Wohnungsbestandes neu errichtet wird. Gleichzeitig muss in einer Situation des Wohnungsmangels der Wohnungsbestand in Richtung single- und altengerechter Wohnungen umstrukturiert werden, ohne funktionierende soziale Strukturen zu zerstören. Auch in den Großblocksiedlungen Osteuropas ist eine allmähliche Transformation des Wohnungsbestands sehr schwierig.
In Drittwelt- und Schwellenländern ist der jährliche Anteil von Neubauten bezogen auf den Wohnungsbestand wesentlich höher; dafür stellen sich hier erhöhte Infrastrukturprobleme durch steigende Mobilität, Wasserversorgung und Abfallwirtschaft, die durch die Skalierung der Megacities noch einmal schwieriger zu bewältigen sind. In Asien oder Osteuropa ist die Einsicht in die Notwendigkeit partizipativer Planungsstrategien zudem eng begrenzt; hier bestimmt die Politik noch einseitig die Rollen der Akteure oder lässt sie wildwüchsig agieren.

## Nationale Stadtentwicklungspolitik
Die Nationale Stadtentwicklungspolitik möchte im Sinne der Leipzig-Charta zur nachhaltigen europäischen Stadt die Städte und Regionen in Deutschland stärken, damit sie die aktuellen ökonomischen, ökologischen und gesellschaftlichen Herausforderungen erfolgreich bewältigen können und lebenswerte Orte für alle Bevölkerungsgruppen bleiben. Dies betrifft Klein-, Mittel- und Großstädte gleichermaßen.

## Stadtentwicklung der Zukunft
Im Rahmen der Globalisierung hat sich der internationale Standortwettbewerb der Städte und Regionen stark verschärft. Neben den klassisch ökonomischen Standortfaktoren gewinnen immer mehr Faktoren wie Wissen, Innovationsfähigkeit, kulturelle Attraktivität und die Größe des städtisch kreativen Potentials an Bedeutung. Eine zentrale Aufgabe der Stadtentwicklung wird deshalb in der Zukunft die Förderung des urbanen Talent-Pools sein. Ein Ziel wäre es, einen möglichst ausgeglichenen Mix in sozialer, wirtschaftlicher, kultureller und physischer Hinsicht zu erlangen. Das Wachstum der großen Städte in Deutschland in den Jahren 2010–2019 beruhte jedoch nicht auf Wanderungsgewinnen aus der Region, sondern auf überregionaler Zuwanderung vor allem jüngerer, z. T. gering qualifizierter Bevölkerungsgruppen aus dem Ausland, während qualifizierte Kräfte in das stadtnahe Umfeld abwanderten.
Eine tragende Rolle wird im so genannten Dritten Sektor und in Netzwerken des sozialen und kulturellen Bereichs gesehen. Ökonomen und Städteforscher wie Richard Florida und Charles Landry, weisen den „weichen Standortfaktoren“ die zentrale Bedeutung für wirtschaftliche Prosperität und erhöhte Chancen im globalen Wettbewerb der Zukunft zu. So gibt es in Deutschland z. B. für die Hauptstadt das „Stadtentwicklungskonzept Berlin 2020“ und für Leipzig das „Integrierte Stadtentwicklungskonzept Leipzig 2020“ (SEKo).
Die Fähigkeit städtischer Strukturen, ihre primäre Lebensgrundlagen auch bei inneren und äußeren Störungen mit schweren Schäden durch das Aufrechterhaltung zentraler Funktionen zu sichern, muss stärker berücksichtigt werden. Diese sogenannte urbane Resilienz wird z. B. durch Terrorangriffe oder durch potentielle negative Auswirkungen der Digitalisierung immer wichtiger.
Der Bedeutungsverlust des stationären Handels im Vergleich zum Versandhandel (Ausnahmen: Lebensmittel, Heimwerkebedarf) und der Trend zum Homeoffice in der COVID-19-Pandemie haben den Funktionswandel bzw. -verlust der Innenstädte beschleunigt und verursachen zunehmend Leerstände großer Schlüsselimmobilien wie Kaufhäuser oder älterer Bürogebäude sowie Geschäftsaufgaben z. B. im Textileinzelhandel. Vor dem Hintergrund dieser Leerstände und gleichzeitigem Wohnraummangel in Städten werden Möglichkeiten und Grenzen bei der Umwandlung von Büroflächen in Wohnraum eruiert. Verschiedenen Perspektiven werden analysiert, darunter baurechtliche, chronologische, typologische, technische, wirtschaftliche sowie Erschließungsaspekte und Grundrissvarianten. Umnutzungen bieten ein bedeutendes Potenzial zur Linderung des Wohnraummangel in deutschen Großstädten, sind jedoch auch mit erheblichen technischen und wirtschaftlichen Herausforderungen verbunden. Die Umnutzung ist zudem oft mit erheblichen Kosten verbunden, da umfassende bauliche Veränderungen erforderlich sind. Dies führt dazu, dass viele der potenziellen Umnutzungen wirtschaftlich nicht rentabel sind, insbesondere wenn das Ziel die Schaffung von bezahlbarem Wohnraum ist. Um das Potenzial auszuschöpfen, sind innovative Konzepte und eine enge Zusammenarbeit zwischen Politik, Stadtplanung und Immobilienwirtschaft erforderlich.
Über die Gewerbesteuer betrifft die Leerstandentwicklung  auch die kommunalen Finanzen. Hochverschuldete Kommunen wie private Einzelinvestoren sind mit der Entwicklung von Nachnutzungsstrategien, die die Funktion der Stadtzentren stärken, überfordert. Da die Leistungsfähigkeit der Städte politisch und finanziell an Grenzen stößt, hat die Suche nach neuen strategischen Kooperationen begonnen.

## Instrumente der Stadtentwicklung
Instrumente der Stadtentwicklung sind oft Stadtentwicklungspläne (bzw. ähnliche Instrumente wie Stadtleitbilder), die die ganze Stadt oder auch Teile davon umfassen. Sie entstanden in Deutschland etwa ab den 1960er-Jahren, wurden aber zunehmend so komplex, dass viele Städte dazu übergingen, Pläne nur für einzelne Bereiche, z. B. den Einzelhandel oder Stadtteile, aufzustellen. Nach der Wiedervereinigung verlangten Förderprogramme für den Stadtumbau, dass die Maßnahmen in ein gesamtstädtisches integriertes Stadtentwicklungskonzept (ISEK/INSEK) eingebunden wurde. Über den Stadtumbau West und der Charta von Leipzig 2007 verbreitete sich die Idee weiter. Die Pläne werden dabei nicht einheitlich bezeichnet, häufig z. B. als Stadtentwicklungsplan, Stadtentwicklungskonzept, städtebauliches Entwicklungskonzept oder Stadtentwicklungsprogramm. Sie lassen sich aber in integrierte Pläne und Fachpläne sowie nach der räumlichen Größe einteilen. So gibt es beispielsweise
- einzelne Fachpläne z. B. Verkehrsentwicklungsplan und Lärmminderungsplan, Pläne zur Wirtschaftsentwicklung, Pläne zur Wohnungsentwicklung, Jugendhilfeplan, Klimaschutzprogramme, Kulturentwicklungsplan usw.,
- stadtteilbezogene Entwicklungsplanung, etwa (integrierte) Stadtteilentwicklungspläne beim Programm Soziale Stadt,
- für Gemeindeverbünde wie Ämter in Brandenburg Gemeindeübergreifende Integrierte Entwicklungskonzepte,[14]
- Lokale Nachhaltigkeitsstrategien (Good Governance Ansatz).

und in Verbindung mit der Stadtplanung und Bauleitplanung beispielsweise:
- der Flächennutzungsplan, der das Gebiet der gesamten Gemeinde umfasst,
- der Bebauungsplan, die Städtebauliche Sanierungsmaßnahme oder der Vorhaben- und Erschließungsplan
- der rechtlich unverbindliche städtebauliche Rahmenplan für Ortslagen oder Quartiere

## Methoden zur Stadtentwicklung (Auswahl)
- Analysen  und Berichte zur Stadtentwicklung (z. B. als Nachhaltigkeitsberichte, Sozialberichte usw.)
- Bevölkerungsprognosen
- dynamische Managementzyklen für die Umsetzung und Fortschreibung des Stadtleitbilds/Stadtentwicklungsplan (kommunales Nachhaltigkeitsmanagement)
- empirische Sozialforschung, mit qualitativen und quantitativen Methoden
- Gemeinwesenarbeit (GWA)
- Governance-Verfahren (Gegenstromverfahren zur Gesamtsteuerung), „Abstimmung“ insbesondere mit den Bürgern, Institutionen, Vereinen, Unternehmen mit der Kommunalpolitik und Verwaltung
- kooperative Steuerungsinstrumente (siehe auch: neue Steuerungstheorie)
- Policyanalyse
- Quartiersmanagement
- Steuerungsindikatoren und Statistik
- systemische Problemlösungsmethoden
- Szenariotechniken
- Planungsforen (wie z. B. Stadtforum Berlin)
- Trendanalysen
- Verfahren der qualifizierten und breiten Bürgerbeteiligung